# Neochóri (Naupacte, Étolie-Acarnanie)
Neochóri (grec moderne : Νεοχώρι) est une localité située dans le dème de Naupactie, dans le district régional d'Étolie-Acarnanie, dans la périphérie de Grèce-Occidentale, en Grèce.
Selon le recensement de 2021, elle compte 58 habitants.